# Anděl

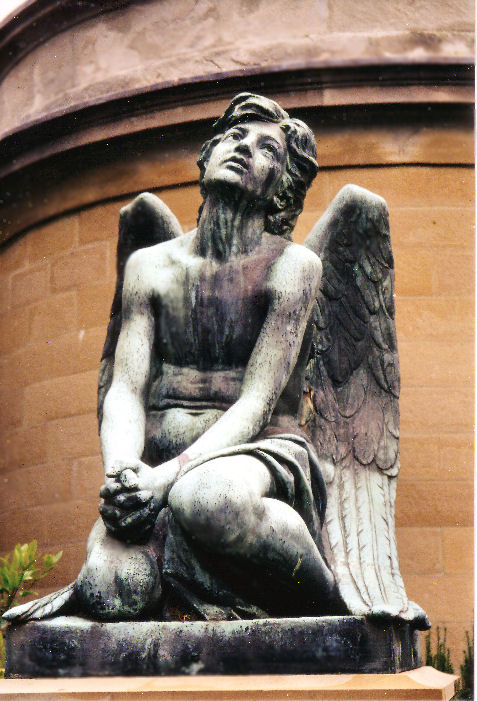
Socha anděla ve Florencii

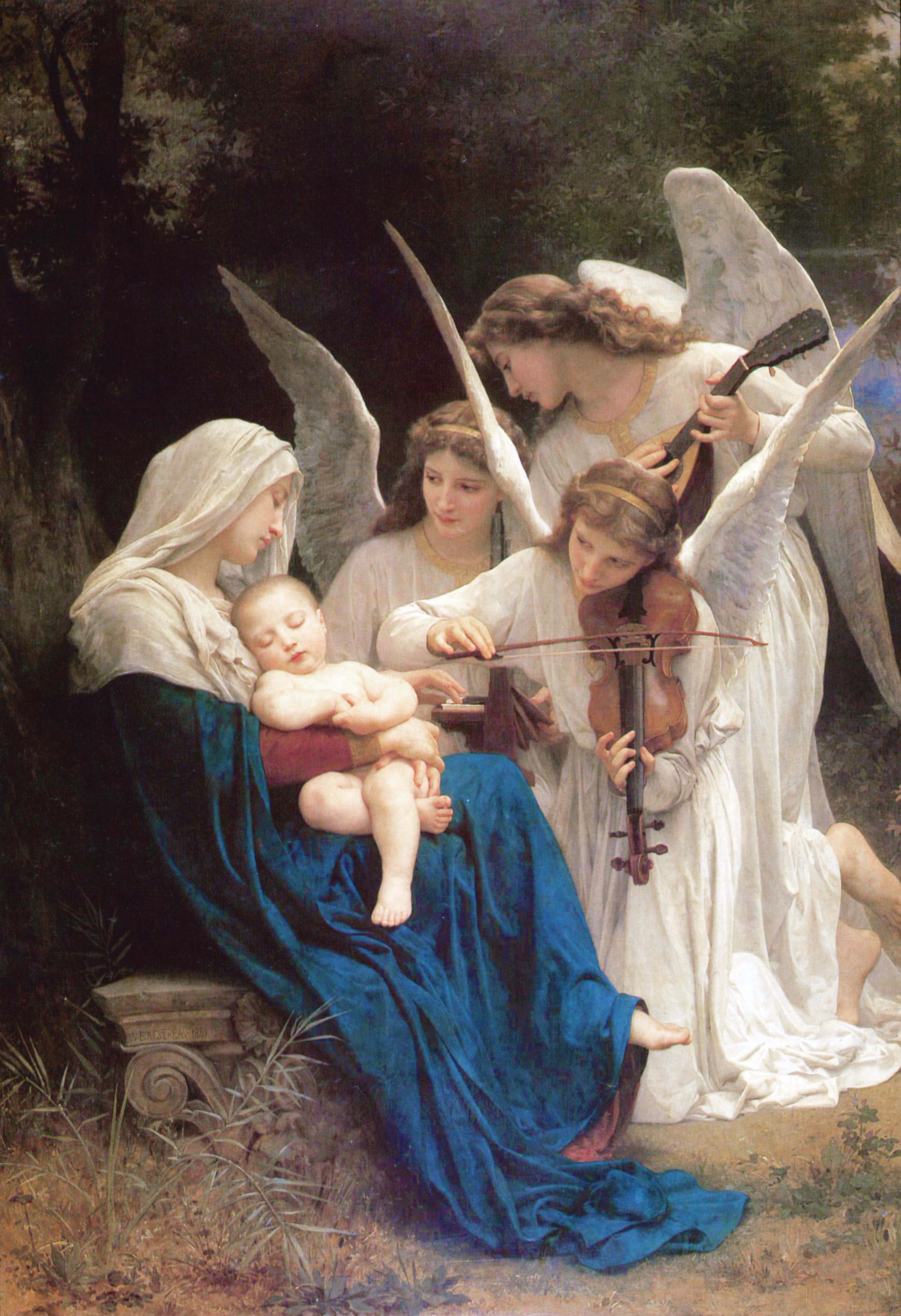
William-Adolphe Bouguereau

Anděl (z řeckého ἄγγελος angelos „posel“) je nadpřirozená duchovní bytost, která by měla být podřízena Bohu či bohům a sloužit jako posel mezi lidmi a bohy (záleží na učení judaismus, křesťanství, islám, či různé esoterické představy).
V původním hebrejském významu byl anděl prostě „posel“ (מַלְאָךְ‎ mal'ach). Tento pojem přeložila Septuaginta do řečtiny jako ἄγγελος (angelos posel). V pozdním židovství – a jeho prostřednictvím i v křesťanství – se pak tento pojem přetvořil v pojem bytosti duchovního řádu, která slouží jako prostředník mezi Bohem a člověkem.
Nauka o andělech se v teologii označuje jako angelologie (z řeckého ἄγγελος angelos anděl + λόγος logos slovo, řeč). Vedle tohoto hlavního významu se pojmu používá i pro označení různých mystických a esoterických nauk i mimo křesťanství. Vzhledem k tomu, že křesťanství považuje démony za padlé anděly, lze za podobor angelologie považovat také démonologii.
Podle některých religionistů mohou andělé představovat relikty starších pohanských kultů. Řada biblických příběhů má své paralely např. v sumerských či dalších blízkovýchodních bájích; během redakce starozákonních textů se podle této teorie bohové, vystupující v těchto paralelních textech, „infiltrovali“ i do židovských náboženských textů, avšak nemohli obstát v ideovém souboji s jediným Bohem a přeměnili se proto v boží posly, anděly.

## Andělé v židovství

### Hebrejská bible
Starý zákon (Tanach) považuje existenci andělů za prostý fakt. Boží poslové (מַלְאָכִים‎ mal'achim) jsou v Tóře i v dalších biblických knihách výslovně tímto termínem označeni. Další výraz, kterým hebrejská bible anděly označuje, totiž „synové Boží“ (בְּנֵי אֱלֹהִים‎ bnej elohim), který má jak neutrální, tak i negativní konotace: Genesis popisuje svazky mezi syny božími a dcerami lidskými, po nichž dochází k potopě, kniha Jób označuje jako syna božího i satana. Ačkoli se pak slovem  'elohim (אֱלֹהִים) obvykle označuje Bůh, v některých pasážích se vykládá jako „andělé“ nebo „soudci“.
Podle midrašů jsou andělé často v bibli skryti i za dalšími výrazy jako např. „muž“ (אִישׁ‎ iš). Pokud se v bibli hovoří o anonymním muži, který se „náhodou“ vyskytuje na určitém místě v určitou dobu, jedná se pravděpodobně o anděla nebo anděly. Jinde je zřejmé, že anděl může být pro některé lidi neviditelný a nechá se spatřit pouze určité osobě (Nu 22,23-33).

### Pobiblický vývoj
Zatímco bible je na jména andělů skoupá, v židovské pobiblické literatuře, midraších, Talmudu a později kabalistických spisech lze nalézt snahu o pojmenování a roztřídění jednotlivých andělských řádů, takto se stávají serafové, cherubové, ofanim či chajot součástí hierarchie jednotlivých andělských kůrů. Ve středověku pak dochází k dalšímu rozvinutí této hierarchie, jak je patrné např. u Maimonida, který ve své Mišne Tora řadí anděly do deseti vzestupných tříd (andělé, chajot ha-kodeš, ofanim, er'elim, chašmalim, serafové, mal'achim, elohim, bnej elohim, cherubové a išim).
V pozdní antice dochází také k rozlišení „padlých andělů“, tj. těch andělů, kteří se vzepřeli Bohu; s těmito byli ztotožněni i „synové boží“ z 6. kapitoly Geneze. Mezi jmény padlých andělů se pak objevují v některých spisech např. Šemchazaj či Azazel.

## Andělé v křesťanství

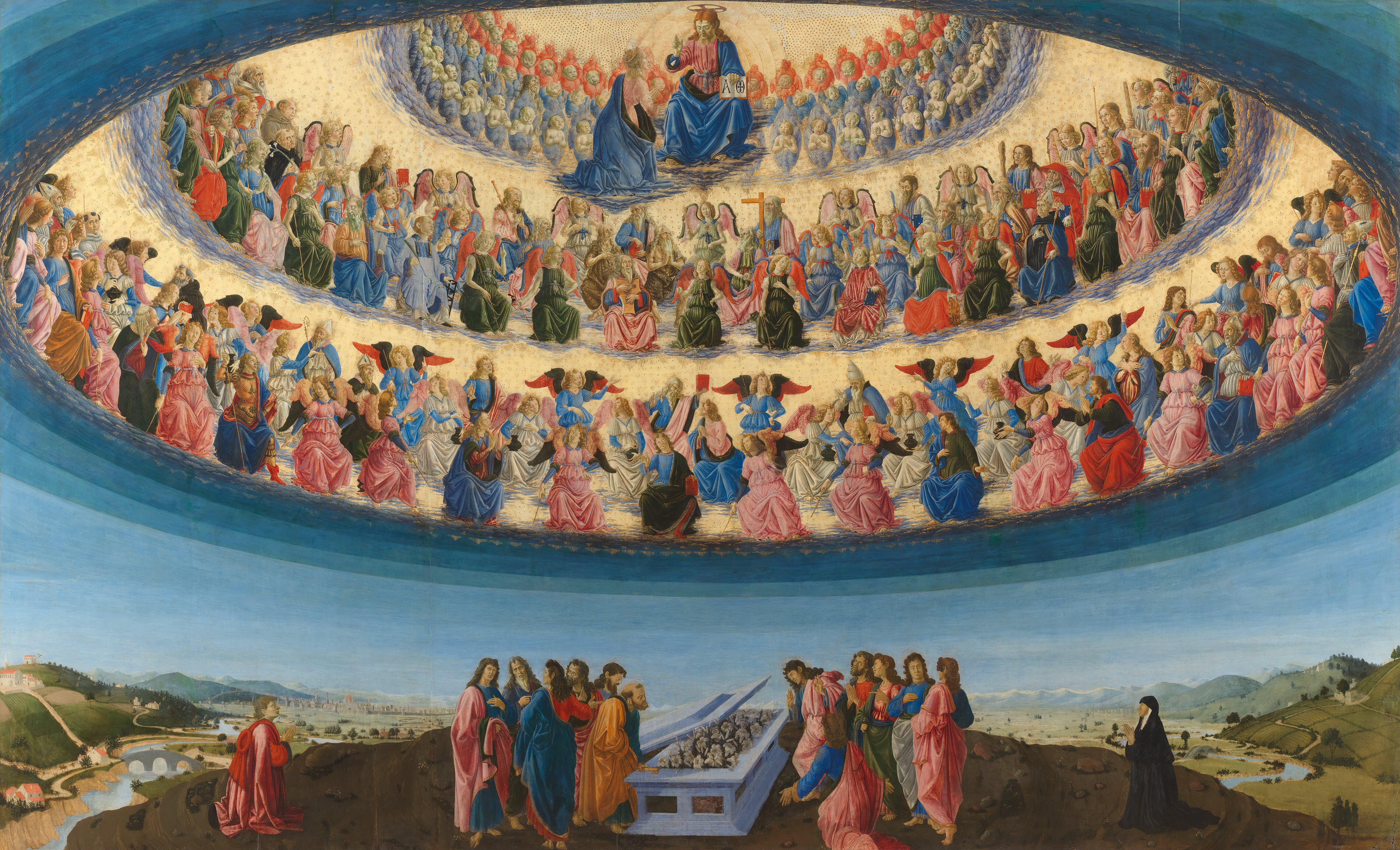
Francesco Botticini (15. stol.) Malba znázorňuje tři hierarchie a devět andělských kůrů. NG Londýn

Křesťanská nauka o andělech navazuje velmi těsně na představu židovskou, a to především na představy typické pro pozdní židovství a apokalyptickou literaturu doby kolem přelomu letopočtu.

### Nový zákon
Andělé hrají na vícero místech Nového zákona významnou úlohu. Anděl předpovídá jak narození Jana Křtitele Zachariášovi, tak i narození Krista Panně Marii, a pastýřům, ve snu Josefovi sdělí původ Mariina těhotenství a pošle ho do Egypta, aby byl Ježíš zachráněn před Herodem. Nakonec pak andělé zvěstují i Ježíšovo zmrtvýchvstání. Ve Skutcích apoštolů oznamuje anděl Kornéliovi, že jeho modlitba je vyslyšena a přikazuje mu poslat pro Petra, aby mu zvěstoval víru. Anděl pak také několikrát vysvobozuje zatčené apoštoly z vězení.
O andělech se vyjadřuje i přímo Ježíš, a to zejména ve svých podobenstvích, často v souvislosti s jejich úlohou na konci světa, kde mají být dobří andělé nástrojem Božího soudu, špatní však zavrženi. Dále pak v rozmluvách, kde k andělům přirovnává lidi po smrti, kteří se již nežení a nevdávají. Jinde Ježíš dává najevo svou moc nad anděly. Andělé však v těžkých chvílích Ježíšovi také pomáhají: jednak po pokušeních ďábla na poušti, kdy ho obsluhují, nebo v Getsemanské zahradě, kdy mu anděl dodává sílu.
Andělé se pak vyskytují v celém průběhu knihy Zjevení, jež je autorovi knihy odhaleno také prostřednictvím anděla, který jej provází jednotlivými viděními. Anděly mají v této knize jednotlivé církevní obce, ohlašují jednotlivé eschatologické události (polnice, rozlomení pečetí).

### Historický vývoj
|       | Hierarchie andělů podle Pseudo-Dionysia Areopagity              |                     |
| 9 8 7 | Serafové (lat. Seraphim) Cherubové (Cherubim) Trůny (Thronus)   | ANDĚLSKÁ HIERARCHIE |
| 6 5 4 | Panstva (Dominationes) Síly (Virtutes) Mocnosti (Potestates)    | ANDĚLSKÁ HIERARCHIE |
| 3 2 1 | Knížata (Principatus) Archandělé (Archangelus) Andělé (Angelus) | ANDĚLSKÁ HIERARCHIE |
|       |                                                                 |                     |
| 6 5 4 | Biskupové Kněží Jáhni                                           | CÍRKEVNÍ HIERARCHIE |
| 3 2 1 | Zasvěcené osoby Pokřtění křesťané Katechumeni                   | CÍRKEVNÍ HIERARCHIE |

Pozdně starověká křesťanská tradice ukazuje, jak křesťanská víra v anděly navazuje na představy židovské. Podle sv. Augustina je anděl „název úkolu, ne přirozenosti. Ptáš-li se, jak se nazývá tato přirozenost, je to duch; ptáš-li se, jaký má úkol, je to anděl. Podle toho, co je, je duch, podle toho, co koná, je anděl.“
Pro středověkou teologii mělo značný význam dílo Dionýsia Pseudo-Areopagity, který na základě starších tradic na přelomu 5. a 6. století popsal hierarchii devíti andělských kůrů, seskupených do tří triád: do nejvyšší z nich řadí serafy, cheruby a trůny, do prostřední panstva, síly a mocnosti, a konečně do nejnižší pak knížectva, archandělé a andělé. Tuto nauku převzal i Tomáš Akvinský a ve své Teologické summě připisuje jednotlivým chórům ještě tzv. postavení (např. láska, vědění, poznání; řízení, zázraky, zahánění; vedoucí, vyslanci, poslové). Jednotlivé názvy andělských kůrů však pocházejí z bible.

### Církevní nauka
Katolická církev učí, že Bůh stvořil všechny bytosti jako dobré. Někteří z andělů se však Bohu vzepřeli a jejich hřích se chápe jako neodvolatelný a absolutní, neboť nemají po pádu už možnost litovat, podobně jako nemohou hříchu litovat lidé po smrti. V současné době však tato nauka o andělech stojí na okraji teologického zájmu a hierarchie andělů, která nepředstavuje oficiální nauku církve, je v zásadě marginálním tématem.
Učení o andělech jakožto průvodcích či ochráncích lidí je odvozeno ze zmínek v Bibli (Ž 91, 11 (Kral, ČEP); Žd 1, 14 (Kral, ČEP); Ex 32, 34 (Kral, ČEP)) a katolická církev o nich hovoří v katechismu. Podle nich má svého strážného anděla každý člověk, aby ho chránil a pomáhal mu vést správný život. Toto tvrzení lze vystopovat i v raně křesťanské tradici.
Podobné stanovisko zastávají i některé protestantské církve.[zdroj?]

## Anděl v islámu
V islámu má anděl charakter bytosti plně přátelské Bohu. Andělé tvoří Boží dvůr, zaznamenávají činy lidí, vedou lidi k poslednímu soudu a jsou strážci pekla. Archanděl Gabriel (arab. Džabríl) je označen za božího ducha, který přináší Mohamedovi Korán. Andělé v islámu nemají moc přimlouvat se u Boha, a nelze se k nim proto modlit. Přesto podle islámské tradice, která se neuvádí v Koránu, navštíví každého mrtvého ihned po smrti andělé Nakir a Munkar, kteří se dotazují na jeho víru.
Výjimku mezi anděly tvoří padlý anděl Iblís (ďábel), který se odmítl poklonit před Adamem. Na dalších místech je však Iblís označován za džina, podobně jako Šajtán (satan).

## Esoterické nauky a okultismus
U esoterických autorů lze nalézt tendenci rozmnožovat jména jednotlivých andělů z jiných než biblických pramenů. Například Emil Páleš označuje více archandělů (Gabriel, Rafael, Anael, Michael, Samael, Zachariel, Orifiel) a přiřazují jim astrologický význam, spojený s jednotlivými planetami, dějinnými epochami apod. Nauka o andělech nechybí ani u některých léčitelů a vykladačů karet. Mezi okultistickými autory lze zmínit např. Johanna Trithemia či Nostradama.

## Andělé ve filmu a literatuře
Ve fantasy a hororech se mohou vyskytovat jak andělé zcela odpovídající náboženskému významu, tak andělé jako rasa bytostí, případně jejich smíšenina. Ve druhém případě se obvykle jedná o silné magické bytosti mající mnoho společného s démony, přestože obvykle stojí na opačné straně nebo fakt, že tomu tak není, je součást zápletky. Pokud pak na sebe anděl bere tělo, jedná se o bezpohlavní lidskou postavu s labutími křídly. Obvykle je navíc oblečený do volného bílého šatu a při objevení nebo používání magie září.[zdroj?]
Bytosti s andělským vzhledem jsou populární také v japonských animovaných komiksech (manga), filmech a seriálech (anime). Bytosti však nemusejí mít nutně žádnou magickou moc a i jejich podoba se různí (kromě toho, že vždy mají křídla). Objevují se např. v dílech Haibane renmei (šedokřídlí), Neon Genesis Evangelion (poslové) nebo Megatokyo. Na rozdíl od evropských andělů, kteří si vystačí s dvěma křídly, japonští mohou mít někdy křídel i více – digimon Lucemon ze čtvrté série seriálu Digimon jich má dokonce deset. Podobně pojatí andělé se objevili i v českém komiksu Muriel a andělé (Miloš Macourek a Kája Saudek, 1968).